# گاو دریایی استلر
گاو دریایی استلر (نام علمی: Hydrodamalis gigas) نام یک گونه از تیره دریافیلان است. گاوهای دریایی استلر  برای آخرین بار در جزایر شمالی اقیانوس آرام مشاهده شدند. این غول‌های آرام که از خانواده گاو دریایی و دوگونگ‌ها هستند، تا 33 فوت (10 متر) طول و تا 12 تن (11 تن متریک) وزن دارند. آنها به راحتی توسط شکارچیان انسان شکار می‌شوند.